# Látka
Látka (szlovákul: Látky) község Szlovákiában, a Besztercebányai kerületben, a Gyetvai járásban.

## Fekvése
Herencsvölgytől 9 km-re keletre fekszik. A nagy területen fekvő hegyvidéki község településrészei: Nový Svet, Čechánky, Mláky, Polianky, Grapa, Sekcia, Petrová, Malé látky, Paseky, Podbykovo és Chocholná.

## Története
A település 1715 körül a Zichy család birtokán keletkezett. Első lakói a Kiszuca-folyó és Nagybiccse környékéről származtak. Első említése 1734-ből keltezett, ekkor még Zólyommiklós külterületi része volt. Üveghutáját 1895-ben alapították, síküveget gyártottak itt – 70 évig üzemelt. 1896-tól anyakönyvi és jegyzői hivatal működött a községben. A községben három malom működött a Paseky, Nový Svet és a Polianky községrészben. Nový Sveten vízifűrész is üzemelt. Kereskedése, cipésze és kovácsmestere is volt. Első egyházi iskoláját 1900-ban alapították. A trianoni diktátumig Málnapatak község részeként Nógrád vármegye Losonci járásához tartozott.
Egyházi iskolája 1926-ban állami népiskola lett. 1952-óta önálló község. Lakói ma főként Zólyom, Losonc és Rimaszombat üzemeiben dolgoznak.

## Népessége
| Év:            | 1994. | 2004.    | 2014.   | 2024.   |
| -------------- | ----- | -------- | ------- | ------- |
| Emberek száma: | 732   | 582      | 569     | 537     |
| Eltérés:       |       | -20,49 % | -2,23 % | -5,62 % |

| Év:            | 2023. | 2024.   |
| -------------- | ----- | ------- |
| Emberek száma: | 543   | 537     |
| Eltérés:       |       | -1,10 % |

1880-ban 73 lakosából 70 szlovák anyanyelvű volt.
1930-ban mintegy 3000 csehszlovák lakosa volt.
1991-ben 795 lakosából 792 szlovák volt.
2001-ben 627 lakosából 614 szlovák volt.
2011-ben 577-en lakták, ebből 548 szlovák és 1 magyar volt.

## Nevezetességei
- A falu haranglába 1806-ban épült, két harangja 1806-ban és 1902-ben készült. A mellette álló fakereszt 1852-ben készült.